# Fernand Canteloube
Fernand Canteloube (Aubervilliers, 3 d'agost de 1900 - Créteil, 16 de juliol de 1976) va ser un ciclista francès que fou professional entre 1922 i 1923.

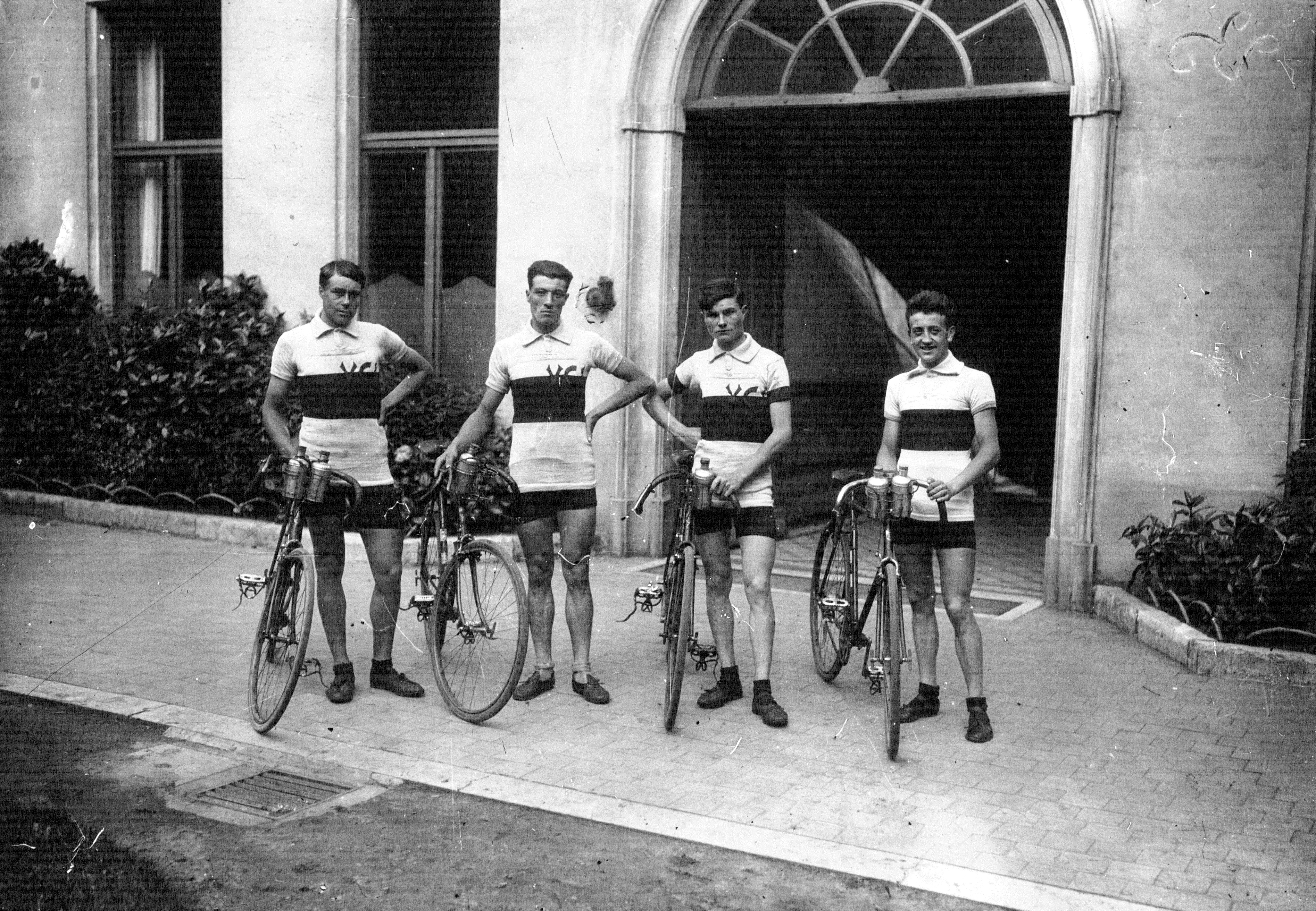
Jocs Olímcpics d'Anvers. Equip francès després de guanyar la Contrarellotge per equips. D'esquerra a dreta Canteloube, Detreille, Souchard i Gobillot

Anteriorment, com a ciclista amateur, va prendre part en els Jocs Olímpics d'Anvers de 1920, en què guanyà dues medalles: una d'or en la contrarellotge per equips, junt a Achille Souchard, Georges Detreille i Marcel Gobillot; i una de bronze en la contrarellotge individual, per darrere Harry Stenqvist i Henry Kaltenbrun.

## Palmarès
- 1920
  -  Medalla d'or als Jocs Olímpics en la contrarellotge per equips
  -  Medalla de bronze als Jocs Olímpics en la contrarellotge individual
- 1922
  - 1r a la Polymultipliée
- 1923
  - Vencedor d'una etapa de la Madrid-Santander